# 皆川利男
皆川 利男（みながわ としお、1907年3月29日 - 1974年6月10日）は、日本の経営者。日東電気工業(現在の日東電工)社長を務めた。

## 経歴
茨城県日立市出身。1925年に茨城県立水戸工業学校応用化学科を卒業し、同年に日立製作所に入社。1944年に日東電気工業に転じ、1947年に取締役に就任し、1949年に専務を経て、1955年5月には社長に就任。1961年3月にはマクセル電気工業社長にも就任。
1970年10月に藍綬褒章を受章。
1974年6月10日、脳軟化症のために死去。67歳没。